# Gare de Saint-Gaudens
La gare de Saint-Gaudens est une gare ferroviaire française de la ligne de Toulouse à Bayonne, située à proximité du centre-ville de Saint-Gaudens, sous-préfecture du département de Haute-Garonne, en région Occitanie.
Elle est mise en service en 1862 par la Compagnie des chemins de fer du Midi et du Canal latéral à la Garonne.
C'est une gare de la Société nationale des chemins de fer français (SNCF) desservie par des trains grandes lignes Intercités et des trains régionaux TER Occitanie.

## Situation ferroviaire
Établie à 371 mètres d'altitude, la gare de Saint-Gaudens est située au point kilométrique (PK) 90,327 de la ligne de Toulouse à Bayonne, entre les gares ouvertes de Labarthe-Inard et de Montréjeau - Gourdan-Polignan. En direction de Montréjeau, s'intercale la gare fermée de Martres-de-Rivière.
La gare dépend de la région ferroviaire de Toulouse. Elle est équipée de deux quais : le quai 1 dispose d'une longueur utile de 395 m pour la voie 1, le quai 2 d'une longueur utile de 446 m pour la voie 2.

## Histoire
La gare de Saint-Gaudens est mise en service le 9 juin 1862 par la Compagnie des chemins de fer du Midi et du Canal latéral à la Garonne lorsqu'elle ouvre la section de Portet-Saint-Simon à Montréjeau, qui permet la circulation des trains depuis Toulouse.
En 2014, selon les estimations de la SNCF, la fréquentation annuelle de la gare était de 278 902 voyageurs.

## Fréquentation
De 2015 à 2023, selon les estimations de la SNCF, la fréquentation annuelle de la gare s'élève aux nombres indiqués dans le tableau ci-dessous :
| Année                      | 2015    | 2016    | 2017    | 2018    | 2019    | 2020    | 2021    | 2022    | 2023    |
| -------------------------- | ------- | ------- | ------- | ------- | ------- | ------- | ------- | ------- | ------- |
| Voyageurs seuls            | 275 238 | 257 282 | 264 854 | 181 915 | 199 283 | 156 290 | 205 315 | 282 401 | 363 672 |
| Voyageurs et non voyageurs | 344 047 | 321 603 | 331 067 | 227 394 | 249 104 | 195 363 | 256 644 | 353 001 | 454 590 |

## Service des voyageurs

### Accueil
Gare SNCF, elle dispose d'un bâtiment voyageurs, avec guichet, ouvert tous les jours. Elle est équipée d'automates pour l'achat de titres de transport. C'est une gare « Accès Plus » disposant d'aménagements et services pour les personnes à la mobilité réduite.
Un souterrain permet le passage d'un quai à l'autre.

### Desserte
Saint-Gaudens est desservie par des trains Intercités (ligne de Toulouse à Bayonne). C'est également une importante gare régionale, desservie par des trains TER Occitanie.

### Intermodalité
Un parc pour les vélos et un parking pour les véhicules sont aménagés. Elle est desservie par des autocars du réseau du conseil départemental de Haute-Garonne (réseau Arc-en-Ciel) ainsi que des navettes urbaines de Saint-Gaudens (Movigo).